# Felix Wong
Felix Wong, de son vrai nom Wong Yat-wah (黃日華, né le 4 septembre 1961), est un acteur et chanteur hongkongais, très connu pour ses apparitions dans de nombreuses séries wuxia produites par TVB, telle que La Légende du héros chasseur d'aigles (en) (1983). Considéré comme une idole de jeunesse dans les années 1980, il est le « Troisième tigre » des Cinq généraux tigres de TVB.

## Biographie
Wong entre à l'école d'acteurs de TVB en septembre 1979, juste avant ses 18 ans. Alors qu'il est encore élève, il fait des apparitions dans plusieurs séries, telles que The Bund (en) (1980). À la fin de l’école en 1981, il se voit offrir un rôle secondaire majeur dans The Misadventure of Zoo (en) (1981) aux côtés de Lydia Shum et Adam Cheng. Il est ensuite immédiatement choisi pour jouer le rôle principal masculin de The Lonely Hunter (en) (1981), qui lui apporte une célébrité instantanée à Hong Kong. Pendant la diffusion de la série, Wong reçoit plus de lettres d'admirateurs que n'importe quel autre acteur et actrice populaire de TVB à l'époque.
Au milieu des années 1980, Wong, Andy Lau, Tony Leung, Michael Miu et Kent Tong, sont les « Cinq généraux tigres de TVB », les acteurs masculins les plus populaires de TVB à cette époque. Selon certains sondages effectués à l'époque, c'est Wong qui était le plus populaire.
Wong est peut-être surtout connu pour son rôle du héros Guo Jing (en) dans la série La Légende du héros chasseur d'aigles (en) (1983), l'adaptation du roman éponyme de Louis Cha. Wong a également joué dans deux autres adaptations télévisées des romans de Cha, Demi-dieux et Semi-démons (en) (1982) et Sword Stained with Royal Blood (en) (1986). Wong est également remarquable pour sa prestation dans Looking Back in Anger (1989), dans lequel son personnage est impliqué dans un triangle amoureux avec les personnages joués par Carina Lau et Kathy Chow (en). En plus de jouer le rôle des protagonistes dans la plupart de ses séries, Wong connait également du succès pour ses interprétations d'antagonistes, tels que le méchant Lee Mat dans The Grand Canal (1987), Djamuqa dans Genghis Khan (en) (1987), et récemment Stone Sir dans Gun Metal Grey (en) (2010).
En 1989, Wong quitte TVB après avoir terminé le tournage de The Legend of the Invincible. Il rejoint ATV (en) et travaille sur quatre séries télévisées entre 1990 et 1992. Il travaille également sur la série télévisée taïwanaise Imperial Wanderer avec Kathy Chow. Il retourne à TVB en 1993 et joue avec Amy Chan dans Racing Peak, une série télévisée sur une société de courses de chevaux. Il quitte de nouveau TVB le 11 janvier 2002 pour travailler sur certaines séries télévisées en Chine continentale. Wong exprime son mécontentement de TVB dans une interview, citant cela comme la raison de son départ. Son dernier projet majeur chez TVB est Treasure Raiders, une adaptation de l'une des œuvres de Gu Long.
Wong joue en 2005 dans Wait 'Til You're Older à la demande d'Andy Lau. En juillet 2009, après le tournage de Turning Point (en), Wong révèle qu'il travaille avec Michael Miu sur une nouvelle série télévisée policière diffusée sur TVB en octobre 2009, intitulée Gun Metal Grey (en).

## Filmographie

### Cinéma
| Année | Titre                          | Rôle                              | Notes                 |
| ----- | ------------------------------ | --------------------------------- | --------------------- |
| 1982  | Demi-Gods and Semi-Devils      | Hui-juk                           |                       |
| 1983  | Mad, Mad 83                    | Un agent du FBI                   | Participation amicale |
| 1984  | New Tales of the Flying Fox    | Wu Fei                            |                       |
| 1986  | Who's the Crook                | Wong Wah                          |                       |
| 1988  | It's No Heaven                 |                                   |                       |
| 1989  | Fury of a Tiger                | Mak See                           |                       |
| 1989  | Leng Nui Ying Hung             |                                   | Participation amicale |
| 1989  | In the Line of Fire            |                                   | Participation amicale |
| 1991  | The Tigers                     | Ben                               |                       |
| 1992  | Twilight of the Forbidden City | Wu Ching-chung                    |                       |
| 1994  | Combats de maître              | Le poissonnier Tsan               |                       |
| 2001  | We're No Heroes                |                                   | Participation amicale |
| 2002  | Golden Chicken                 | Richard                           |                       |
| 2003  | City of SARS                   | Le directeur de l'hôpital         |                       |
| 2003  | Golden Chicken 2               | Richard                           |                       |
| 2004  | In Laws, Out Laws              |                                   |                       |
| 2005  | Wait 'Til You're Older         | Chan Man                          |                       |
| 2007  | Brothers                       | Ghostie                           |                       |
| 2008  | Pretty to Think So             | L'homme en costume                |                       |
| 2009  | Vengeance                      | Python                            |                       |
| 2009  | Turning Point                  | Inspecteur principal Poon Man-kei |                       |
| 2011  | I Love Hong Kong               | Fish Ball Wah                     | caméo                 |
| 2011  | La Vie sans principe           | Sam le fougueux                   | caméo                 |
| 2013  | 7 Assassins                    | Tit Wan                           |                       |
| 2016  | Good Take, Too!                |                                   |                       |
| 2017  | Shock Wave                     | L'officier Chow                   |                       |
| 2017  | Chasing the Dragon             | L'officier Jan                    |                       |

### Télévision
| Année | Titre                                                                    | Rôle                               | Notes                                                     |
| ----- | ------------------------------------------------------------------------ | ---------------------------------- | --------------------------------------------------------- |
| 1980  | Mystery Beyond (saison 4)                                                |                                    |                                                           |
| 1980  | The Bund                                                                 |                                    |                                                           |
| 1980  | The Broken Thread                                                        |                                    |                                                           |
| 1980  | Family                                                                   |                                    |                                                           |
| 1980  | The Bund 3                                                               |                                    |                                                           |
| 1980  | The Shell Game                                                           |                                    |                                                           |
| 1981  | The Misadventure of Zoo                                                  | Pat Tsan-bong                      |                                                           |
| 1981  | The Lonely Hunter                                                        | Lee Tong                           |                                                           |
| 1981  | Come Rain, Come Shine                                                    | Lo Hak-yip                         |                                                           |
| 1981  | Master Fat Shan-chan                                                     | Lee Man-mau                        |                                                           |
| 1981  | Summer of 1981                                                           | Yip Kar-sing                       |                                                           |
| 1981  | The Young Heroes of Shaolin                                              | Empereur Kin-lung                  |                                                           |
| 1982  | Demi-dieux et Semi-démons                                                | Hui-juk                            |                                                           |
| 1982  | The Roller Coaster                                                       | Wong King                          |                                                           |
| 1982  | The Wild Bunch                                                           | Lee Chuen-hau                      |                                                           |
| 1982  | Soldier of Fortune                                                       | Wai Lok                            |                                                           |
| 1983  | La Légende du héros chasseur d'aigles: The Iron-Blooded Loyalists        | Kwok Ching                         |                                                           |
| 1983  | La Légende du héros chasseur d'aigles: Eastern Heretic and Western Venom | Kwok Ching                         |                                                           |
| 1983  | La Légende du héros chasseur d'aigles: The Duel on Mount Hua             | Kwok Ching                         |                                                           |
| 1983  | In the Game Boat                                                         | Kwok Chiu                          |                                                           |
| 1984  | The Foundation                                                           | Kong Fung                          |                                                           |
| 1984  | Pao Ching-tin: Law Enforcer                                              | Chin Chiu                          |                                                           |
| 1984  | Can Anybody Help                                                         | Chow Yun                           |                                                           |
| 1984  | Young Detective                                                          | Wong Kwok-hon                      |                                                           |
| 1984  | It Takes All Kinds                                                       | Tong Kar-kit                       |                                                           |
| 1985  | The Young Wanderer                                                       | Yee Shui-hon                       |                                                           |
| 1985  | Sword Stained with Royal Blood                                           | Yuen Sing-chi                      |                                                           |
| 1985  | Tough Fight                                                              | Wong Hok-kan                       |                                                           |
| 1985  | The Yang's Saga                                                          | "Ng-long" Yang Yin-tak             |                                                           |
| 1986  | The Brothers Under the Skin                                              | Chan Kwong-ling                    |                                                           |
| 1986  | General Father, General Son                                              | Sit Ting-san                       |                                                           |
| 1986  | The Ordeal Before the Revolution                                         | Ah-ngau                            |                                                           |
| 1987  | The Upstart, the Self-Made Man                                           | Cheung Wai-kin                     |                                                           |
| 1987  | The Grand Canal                                                          | Lee Mat                            |                                                           |
| 1987  | Genghis Khan                                                             | Djamuqa                            |                                                           |
| 1988  | Twilight of a Nation                                                     | Yeung Shau-ching                   |                                                           |
| 1988  | Kay Moon Gwai Guk                                                        | Pong Yoon                          |                                                           |
| 1988  | It's No Heaven                                                           |                                    | Téléfilm                                                  |
| 1988  | Bik Cheung Wai Leung                                                     | Kam Sau-yee                        | Téléfilm                                                  |
| 1989  | Looking Back in Anger                                                    | Sean Ding Yau-kin/Ding Wing-cheung |                                                           |
| 1989  | Greed                                                                    | Sze Man                            |                                                           |
| 1989  | Battle of the Heart                                                      | Ching Mong-tin                     |                                                           |
| 1990  | Kim-mo Tuk-ku Kau-pai                                                    | Lam Hong                           |                                                           |
| 1990  | Heaven's Retribution                                                     | Sung Bong                          |                                                           |
| 1990  | Dap Jun Kong Wu Lo                                                       | Fong Tin-yeung                     | Téléfilm                                                  |
| 1991  | The Good, The Ghost, And The Cop                                         | Cheung Chuen-tsik                  |                                                           |
| 1991  | All Out of Love                                                          | Kong Wai-nam                       |                                                           |
| 1992  | The Imperial Wanderer                                                    | Fucai Duankang                     |                                                           |
| 1993  | Racing Peak                                                              | Lee Tai-yau                        |                                                           |
| 1993  | The Silver Tycoon                                                        | Tuen Chiu-yeung                    |                                                           |
| 1994  | Love Cycle                                                               | Ng Kwok-sang                       |                                                           |
| 1994  | Burden of Proof                                                          | Lam Wai-dat                        | Téléfilm                                                  |
| 1994  | Ching Nam Tsam                                                           | Mok Tsan-wah                       | Téléfilm                                                  |
| 1995  | Justice Pao                                                              | Chin Chiu                          | 2 parties                                                 |
| 1995  | The Criminal Investigator                                                | Sergeant Wong Chi-chung            |                                                           |
| 1995  | Man on The Verge of A Nervous Breakdown                                  | Chan Chi-hung                      | Téléfilm                                                  |
| 1995  | Another Sky                                                              | Lee Siu-chun                       | Téléfilm                                                  |
| 1996  | The Criminal Investigator 2                                              | Inspecteur Wong Chi-chung          |                                                           |
| 1996  | She Was Married to the Mob                                               | Detective Chung Kar-shun           | Téléfilm                                                  |
| 1996  | Unusual Revenge                                                          | Fong Jun                           | Téléfilm                                                  |
| 1997  | Demi-dieux et Semi-démons                                                | Kiu Fung                           | Nommé au TVB Anniversary Award du meilleur acteur         |
| 1998  | Secret of the Heart                                                      | Kam Shu-sang                       |                                                           |
| 1999  | The Flying Fox of Snowy Mountain                                         | Wu Yat-doh                         |                                                           |
| 2000  | Time Off                                                                 | Chow Kar-chuen                     | Sorti à l'étranger en 1998                                |
| 2000  | Incurable Traits                                                         | Cho Cho                            |                                                           |
| 2000  | The Legend of Master Soh                                                 | Soh Chan                           |                                                           |
| 2000  | Point of No Return                                                       | Jiang Qihua                        |                                                           |
| 2001  | Kung Fu Master from Guangdong                                            | Wong Kei-ying                      |                                                           |
| 2001  | The Pearl King                                                           | Wei Antian                         |                                                           |
| 2002  | Treasure Raiders                                                         | Siu Sap-yat-long                   |                                                           |
| 2002  | Law 2002                                                                 | Dai Ng-leung                       |                                                           |
| 2003  | Asian Heroes                                                             | Kam Tsun-yiu                       |                                                           |
| 2004  | Mystic Detective Files                                                   | Ko Dat                             |                                                           |
| 2004  | The Dragon Heroes                                                        | Le Roi Dragon                      |                                                           |
| 2010  | Gun Metal Grey                                                           | Shek Tung-sing (Stone Sir)         | Nommé au TVB Anniversary Award du meilleur acteur (Top 5) |
| 2015  | Beyond the Rainbow                                                       | Tam Koon-hung                      |                                                           |
| 2015  | Paranormal Mind                                                          | Sun Gei Yuen                       |                                                           |